# بلانك أند إكلير
بلانك أند أكلير (بالإنجليزية: Blanc and Eclare)‏ هي علامة تجارية وماركة للأزياء وتصنيع النظارات الشمسية والملابس الجاهزة ومنتجات العناية بالبشرة. أسستها المغنية الكورية الجنوبية جيسيكا جونغ في 9 أغسطس 2014.
كان أسم الماركة في السابق «بلانك» وفي السادس من أكتوبر 2014 أعلنت الشركة بأنهم أعادوا تسمية الماركة حيث أصبحت تُعرف الآن بأسم بلانك أند إكلير.
الكلمة الاضافية إكلير ECLARE مشتقة من الجذر اللاتيني Clara الذي يعبر عن الوضوح والنقاء واللمعان.

## التاريخ
لقد صرحت جيسيكا سابقاً في برنامج جيسيكا وكريستال إن لديها اهتمام بتصميم الحقائب والنظارات والمجوهرات والأحذية وتنوي أن تجرب التصميم.
و بتاريخ 6 أغسطس أصدرت جيسيكا تصريحاً رسمياً عبر حسابها في موقع ويبو «وأخيراً سأطلق ماركتي الخاصة» مرفقةً معه صورة لها بلباس أسود أنيق وحولها نظارات شمسية متناثرة بالإضافة إلى رابط موقع الماركة.
الانطلاق الرسمي للماركة كان بتاريخ 9 أغسطس 2014 حيث أصدرت نظارات شمسية وملابس (جينز، تي شيرت، أقمصة، فساتين، تنورات، بناطيل قصيرة) من تصميم جيسيكا.
بعد خروجها من فرقة غيرلز جينيريشن في 30 سبتمبر 2014 أصبحت جيسيكا تركز ماركتها بالإضافة إلى ذلك أعلنت من خلال الموقع الرسمي للماركة بأنهم سوف يسعون لتحقيق مبادرات خيرية أطلقوا عليها أسم «بلانك أند إكلير يحب العطاء» بالتعاون مع منظمة خيرية عالمية تُدعى «المساعدة للأطفال» والتي تتعامل مع قضايا الإعتداء على الأطفال.
مشروعهم الخيري يُطبق من خلال مسابقة للتصميم حيث يقدم المتسابقون تصاميمهم الخاصة بالنظارات الشمسية، وسوف تقوم الماركة بالتبرع بالأرباح التي جمعوها من التصاميم المختارة إلى الجمعية الخيرية للأطفال.
تتردد المبيعات في متجر واحد من الماركة أكثر من 10 ملايين وون كوري (10,000 دولار أمريكي) في ساعة واحدة، وتبلغ إلايرادات المالية للماركة أكثر من 30 مليار وون كوري (26.7 دولار) منذ انطلاقها

## التأثير
تتكون الماركة من قطع توصف بأنها «حديثة وكلاسيكية تتميز بالنظافة والتفاصيل المثيرة للاهتمام»، والتي تعكس الأشياء التي تفضلها جيسيكا في الأزياء. جيسيكا تعتبر والدتها «المؤثر الكبير» على اهتمامها بالموضة. كما ذكرت أنها تسافر إلى مدن مختلفة لتصميماتها من أجل الحصول على الإلهام من النظر إلى الأساليب والألوان الثقافية المختلفة. وتستند أسماء كل زوج من النظارات الشمسية على مدن دولية.

## التعاونات
في أكتوبر 2014، بدأت شركة بلانك أند إكلير بالتعاون مع جمعية «المساعدة للأطفال» الخيرية، وهي منظمة تهدف إلى منع إساءة معاملة الأطفال. من خلال مسابقة التصميم، حيث يدعوا الناس إلى تصميم زوج من النظارات الشمسية الخاصة بهم، وتنضم التصاميم الفائزة إلى مجموعة بلانك آند إكلير، وتذهب أرباح المبيعات بنسبة 100٪ إلى جمعية «المساعدة للأطفال».
في عام 2018، أعلنت شركة بلانك آند إكلير عن تعاون جديد مع فندق ماندارين أورينتال، هونغ كونغ التي تضمنت مجموعة ملابس مصممة خصيصاً للضيوف. وفي نفس العام، أعلنت بلانك أند إكلير أيضاً عن تعاون محدود مع عارضة الأزياء الكورية إيرين كيم، وأطلق على التعاون اسم «الحب جيد».

## متاجر بلانك أند إكلير
هنالك ما يقارب 60 متجر في جميع أنحاء أسيا وأوروبا في هونغ كونغ وبكين وشنغهاي وسيول وماكاو وتايوان وماليزيا وبانكوك وطوكيو وفانكوفر. هذه المواقع موجودة في مناطق التسوق والمحلات والمجمعات التجارية الراقية، وداخل المطارات الرئيسية.
في ديسمبر 2016، إفتتحت بلانك أند إكلير أول متجر رئيسي في الولايات المتحدة في سوهو، نيويورك.

## وصلات خارجية
الموقع الرسمي